# قسم بهمن الريفي (مقاطعة آبادة)
قسم بهمن الريفي (بالفارسية: دهستان بهمن) هي منطقة سكنية تقع في إيران في قسم. يقدر عدد سكانها بـ 2,024 نسمة .